# Mesoleptus fulvipes
Mesoleptus fulvipes là một loài tò vò trong họ Ichneumonidae.